# Populärvetenskap

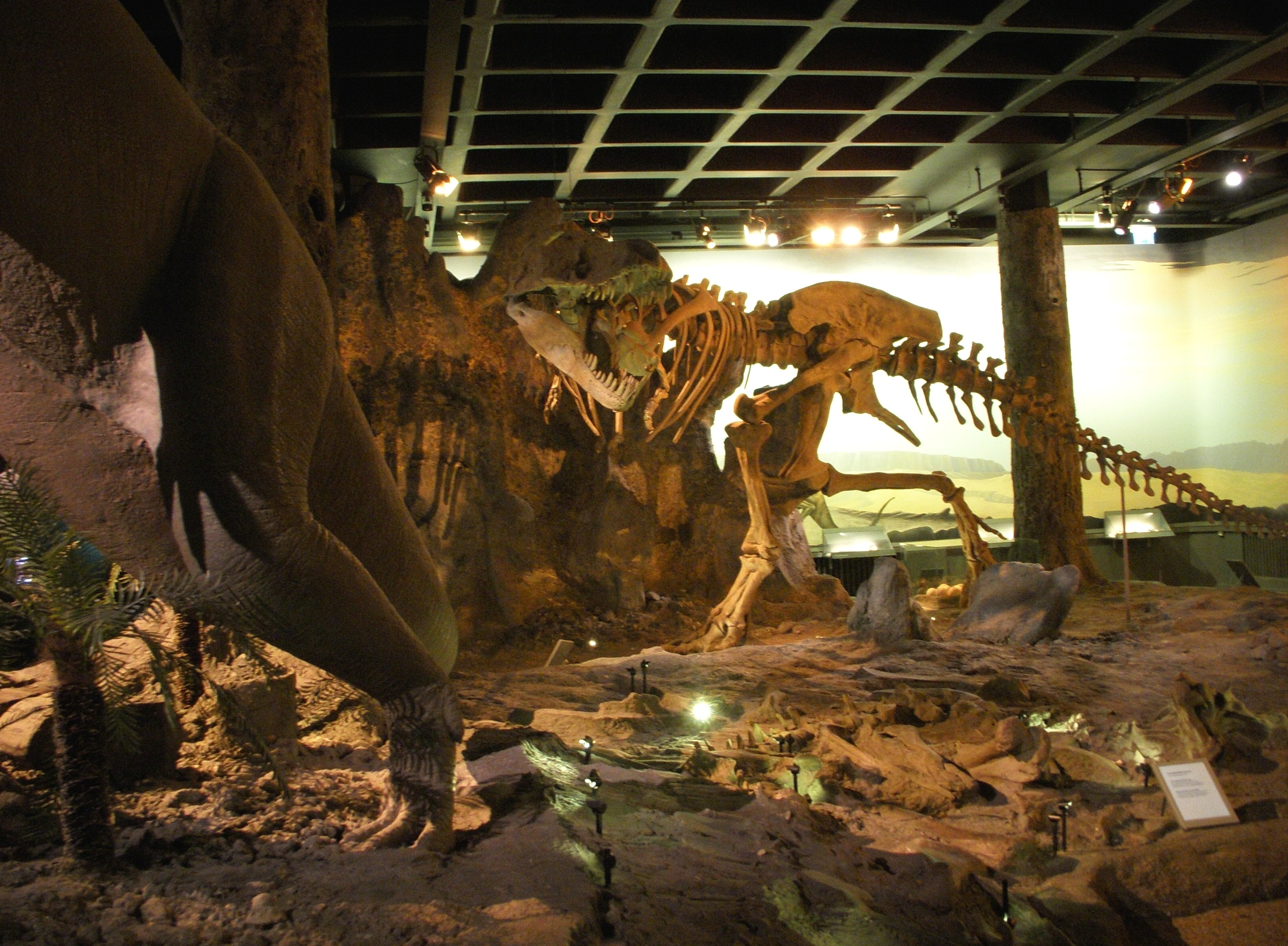
Naturhistoriska riksmuseet i Stockholm. Museers verksamhet omfattar bland annat populärvetenskap.

Populärvetenskap är framställningar av vetenskaplig kunskap avsedda för lekmän. I dagligt tal jämställs lekmän ofta med den bredare allmänheten, och vi får därmed en uppdelning mellan lekmän och specialister, mellan allmänkultur och vetenskap. De senaste decenniernas forskning på området har emellertid understrukit att denna dikotomisering är en grov förenkling av i själva verket mycket komplicerade relationer. Vetenskapen har exempelvis många olika publiker, publiker med radikalt olika förutsättningar och intressen. En forskare specialiserad på ett område är lekman på ett annat. Vissa representanter för allmänheten har avancerade högskoleutbildningar i botten, andra inte. Dessa förhållanden svarar också mot olika populärvetenskapliga tilltal och uttryck. Genren kan därför ses som ett spektrum av uttrycksformer som sträcker sig från det mycket avancerade, vetenskapsnära, till det mycket förenklade och tillrättalagda. Gemensamt har de olika uttrycken just att de förmedlar vetenskaplig kunskap till lekmän.
Termen populärvetenskap introducerades i svenska efter sekelskiftet 1900. Dessförinnan hade man länge använt adjektiven populär och populärvetenskaplig som ett sätt att annonsera ett mer publikt uttryck (exempelvis populär vetenskap, populärvetenskapliga avhandlingar). När genrebeteckningen börjar användas så signalerar detta också att genren började finna sina former. Definitivt etablerad kan den sägas vara mot slutet av 1920-talet.

## Kända spridare av populärvetenskap
- Isaac Asimov
- David Attenborough
- Hans-Uno Bengtsson
- Östen Bergstrand
- David Bodanis
- Richard Dawkins
- Jared Diamond
- Arthur Eddington
- Peter Ekberg (filosof)
- Bo G Eriksson
- Bengt Feldreich
- Richard Feynman
- Björn Fjæstad
- Camille Flammarion
- George Gamow
- Martin Gardner
- Stephen Jay Gould
- John Gribbin
- Anders Hansen
- Stephen Hawking
- Douglas Hofstadter
- Bodil Jönsson
- Johan Kärnfelt
- Herman Lindqvist
- Jonathan Lindström
- Knut Lundmark
- Peter Nilson
- Tor Nørretranders
- Bertrand Russell
- Marie Rådbo
- Oliver Sacks
- Carl Sagan
- Simon Singh
- Sverre Sjölander
- John Tandberg
- Deborah Tannen
- Neil deGrasse Tyson
- Åke Wallenquist
- Arne Weise
- Margaret Wertheim
- Max Grenander
- Hans Rosling

## Populärvetenskapliga tidskrifter
- Allt om Vetenskap
- Forskning & Framsteg
- Geologiskt Forum
- Illustrerad Vetenskap
- Populär Astronomi
- Språkbruk